# Karol Boromeusz Janowski
Karol Boromeusz Janowski (ur. 4 listopada 1941 w Warszawie)  – polski historyk i politolog, prof. dr hab., nauczyciel akademicki.

## Życiorys
W 1966 ukończył studia historyczne na Uniwersytecie Wrocławskim. W 1971 otrzymał stopień doktora nauk humanistycznych w zakresie historii nadany uchwałą Rady Wydziału Filozoficzno-Historycznego  Uniwersytetu Wrocławskiego na podstawie pracy Polska Partia Socjalistyczna na Dolnym Śląsku (1945-1948) napisanej pod kierunkiem Mariana Orzechowskiego. W 1985 na Wydziale Nauk Społeczno-Politycznych Akademii Nauk Społecznych uzyskał stopień doktora habilitowanego nauk humanistycznych w zakresie nauk politycznych, w 2001 otrzymał tytuł profesora.
Od 1968 pracował w Instytucie Nauk Społecznych Poitechniki Wrocławskiej, w 1975 przeniósł się do Warszawy, pracował w Wydawnictwie Współczesnym, gdzie kierował działem ideologicznym miesięcznika Nowe Drogi. Był adiunktem w Instytucie Podstawowych Problemów Marksizmu-Leninizmu, następnie pracował w powstałej w 1984 Akademii Nauk Społecznych, od 1986 w Instytucie Badań Problemów Młodzieży, gdzie kierował Zakładem Badań Warunków Pracy i Życia Młodzieży. od 1988 w Instytucie Nauk Politycznych PAN, następnie w Instytucie Studiów Politycznych PAN, Wyższej Szkole Pedagogicznej w Kielcach, gdzie kierował Zakładem Teorii Polityki na Wydziale Zarządzania i Administracji, Prywatnej Wyższej Szkole Businessu i Administracji w Warszawie, Od 2000 na Uniwersytecie w Białymstoku, następnie w Wyższej Szkole Studiów Międzynarodowych w Łodzi, Wyższej Szkole Finansów i Zarządzania w Białymstoku, Uniwersytecie Mikołaja Kopernika w Toruniu. Do 2020 wykładał w Wyższej Szkole Finansów i Zarządzania w Warszawie (od 2020) Akademii Ekonomiczno-Humanistycznej w Warszawie.
W latach 1988–1991 był sekretarzem generalnym Polskiego Towarzystwa Nauk Politycznych
W swoim dorobku posiada ponad 220 prac (m.in.: książki, studia i artykuły, referaty na konferencjach, ekspertyzy) z tematyki najnowszej historii politycznej, teorii polityki, socjologii polityki oraz problematyki ustrojowo-politycznej

## Wybrane monografie
- Polska Partia Socjalistyczna na Dolnym Śląsku w latach 1945-1948 (1978)
- Czy możliwa jest legalna opozycja polityczna? Dylematy przeobrażeń systemu politycznego w Polsce (1988)
- Demokracja socjalistyczna w koncepcjach polityczno-programowych PZPR (1989)
- Przeobrażenia polityczne w Polsce w latach 1988-1992. Próba analizy teoriopolitycznej (1992)
- Polska 1980-1981. Od euforii do szoku (1995)
- Polska 1981-1989. Między konfrontacją a porozumieniem (1996)
- Polska. Rok 1989. W kręgu refleksji nad zmianą polityczną (1998)
- Źródła i przebieg zmiany politycznej w Polsce (1980-1989). Studium historyczno-politologiczne (2003)
- Kultura polityczna Polaków. Pomiędzy integracją a konfliktem (2020)